# گادفری خوتسو موکینا
گادفری خوتسو موکینا (انگلیسی: Godfrey Khotso Mokoena؛ زادهٔ ۶ مارس ۱۹۸۵) ورزشکار پرش طول اهل آفریقای جنوبی است.
وی در مسابقات کشوری و بین‌المللی در مجموع برندهٔ ۵ مدال طلا، ۹ مدال نقره، ۷ مدال برنز شده‌است.